# Bourvil
Bourvil (numele real André Robert Raimbourg) (n. 27 iulie 1917 în Prétot-Vicquemare, departamentul Seine-Maritime  – d. 23 septembrie 1970 în Paris) a fost unul din marii actori și cântăreți francezi.

## Filmografie
- 1941 Croisières sidérales
- 1945 Ferma spânzuratului (La Ferme du pendu), regia Jean Dréville
- 1946 Pas si bête , regia André Berthomieu
- 1947 Le Studio en folie
- 1947 Par la fenêtre regia Gilles Grangier
- 1947 Alb ca zăpada (Blanc comme neige), regia André Berthomieu
- 1948 Le Cœur sur la main, r. André Berthomieu
- 1949 Le Roi Pandore, r. André Berthomieu
- 1949 Miquette și mama sa (Miquette et sa mère), regia Henri-Georges Clouzot
- 1950 Le Rosier de Madame Husson, regia Jean Boyer
- 1950 Le Passe-muraille
- 1951 Seul dans Paris
- 1952 Le Trou normand
- 1952 Cent francs par seconde
- 1953 Cei trei mușchetari
- 1954 Si Versailles m'était conté ..., regia Sacha Guitry
- 1954 Poisson d'avril, regia Gilles Grangier
- 1954 Cadet-Rousselle
- 1954 Le Fil à la patte
- 1955 Les Hussards
- 1956 Străbătând Parisul (La Traversée de Paris), regia Claude Autant-Lara
- 1956 Cântărețul mexican (Le Chanteur de Mexico), regia Richard Pottier
- 1958 Mizerabilii (Les Misérables), regia Jean-Paul Le Chanois
- 1958 Oglinda cu două fețe (Le Miroir à deux faces), regia ré Cayatte
- 1958 Sérénade au Texas
- 1958 Un drôle de dimanche
- 1959 Le Chemin des écoliers
- 1959 Cocoșatul (Le Bossu), regia André Hunebelle
- 1959 La Jument verte
- 1960 Căpitanul (Le Capitan), regia André Hunebelle
- 1960 Fortunat
- 1961 Tot aurul din lume (Tout l'or du monde), regia René Clair
- 1961 Plăcerile orașului (Le Tracassin ou les plaisirs de la ville), regia Alex Joffé
- 1962 Les Culottes rouges
- 1962 Cauze drepte (Les Bonnes Causes), regia Christian-Jaque
- 1962 Ziua cea mai lungă (The Longest Day), regia Ken Annakin & co.
- 1962 Tartarin din Tarascon (Tartarin de Tarascon), regia Francis Blanche și Raoul André
- 1962 Un clair de lune à Maubeuge
- 1963 Le Magot de Josepha
- 1963 Un enoriaș ciudat (Un drôle de paroissien), regia Jean-Pierre Mocky
- 1963 La Cuisine au beurre
- 1964 La Grande Frousse
- 1964 Prostănacul (Le Corniaud), regia Gérard Oury
- 1965 Guerre secrète
- 1965 La Grosse Caisse
- 1965 Les Grandes Gueules
- 1966 Marea hoinăreală (La Grande Vadrouille), regia Gérard Oury
- 1966 Trei copii minune (Trois enfants dans le désordre), regia Léo Joannon
- 1967 Les Arnaud
- 1967 Les Cracks
- 1968 La Grande Lessive
- 1968 Creierul, regia Gérard Oury
- 1969 Monte Carlo (Monte Carlo or Bust!), regia Ken Annakin
- 1969 Pomul de crăciun (L'Arbre de Noël), regia Terence Young
- 1969 L'Étalon, regia Jean-Pierre Mocky
- 1970 Cercul roșu, regia Jean-Pierre Melville
- 1970 Le Mur de l'Atlantique , regia Marcel Camus